# Arquivo Distrital de Braga

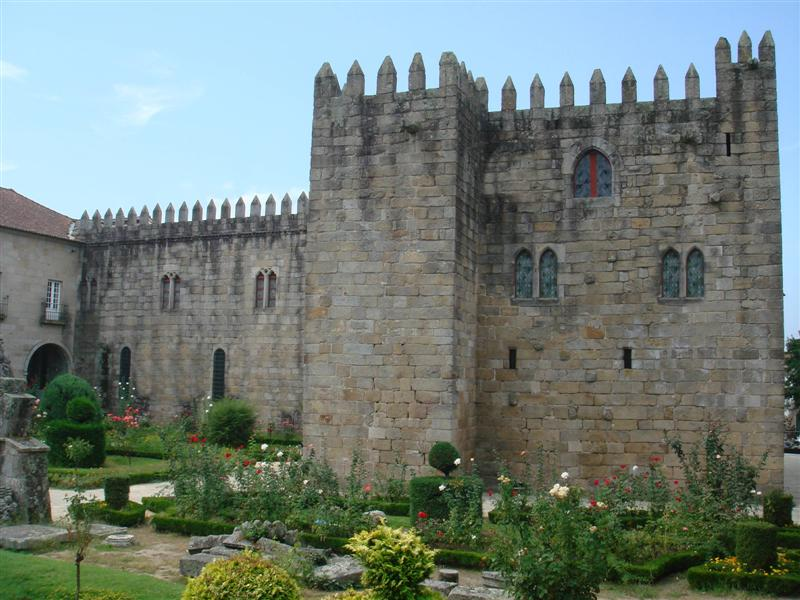
Edifício principal do Arquivo Distrital até 2017.

O Arquivo Distrital de Braga, fundado a 11 de Agosto de 1917 pelo Decreto-lei n.º 3286, é a instituição responsável pela preservação documental do Distrito de Braga. O arquivo é o segundo maior de Portugal com mais de um milhão de obras, e "detentor do mais rico e importante de todos os cartórios eclesiásticos portugueses: o Cartório do Cabido Bracarense".
O mais antigo documento data de 813 e o mais importante é o "Documento da Fundação de Portugal", de 27 de Maio de 1128.
O Arquivo em 1976, Decreto-Lei n.402/73 de 11 de Agosto, foi integrado na então recém criada Universidade do Minho.
Actualmente o Arquivo Distrital encontra-se instalado na Rua do Abade da Loureira, num edificio requalificado que inicialmente foi construído para cantina da Legião Portuguesa e em 1974 entregue à Universidade do Minho. O novo espaço, inaugurado a 28 de Abril de 2017, ocupa 5 pisos, com uma área total de cerca de 1400 metros quadrados, dotados de cerca de 16 quilómetros de estantaria.
Ocupava anteriormente um magnífico edifício do antigo Paço Episcopal Bracarense na Praça do Município, mandado construir pelo arcebispo D. José de Bragança, para onde tinha transitado em 1934 após abandonar as instalações do Convento dos Congregados, sua primeira sede.

## Fundos documentais
| ID      | Paróquia                           | Concelho actual        | Freguesia /localidade actual    | Concelho/Vila data início | Concelho/Vila data fim |
| ------- | ---------------------------------- | ---------------------- | ------------------------------- | ------------------------- | ---------------------- |
| 1002607 | Amares                             | Amares                 | Amares                          |                           |                        |
| 1002608 | Barreiros                          | Amares                 | Barreiros                       |                           |                        |
| 1002609 | Besteiros                          | Amares                 | Besteiros                       |                           |                        |
| 1002610 | Bico                               | Amares                 | Bico                            |                           |                        |
| 1002611 | Caires                             | Amares                 | Caires                          |                           |                        |
| 1002612 | Caldelas                           | Amares                 | Caldelas                        |                           |                        |
| 1002613 | Carrazedo                          | Amares                 | Carrazedo                       |                           |                        |
| 1002614 | Dornelas                           | Amares                 | Dornelas                        |                           |                        |
| 1002615 | Ferreiros                          | Amares                 | Ferreiros                       |                           |                        |
| 1002617 | Figueiredo                         | Amares                 | Figueiredo                      |                           |                        |
| 1002618 | Fiscal                             | Amares                 | Fiscal                          |                           |                        |
| 1002619 | Goães                              | Amares                 | Goães                           |                           |                        |
| 1002620 | Lago                               | Amares                 | Lago                            |                           |                        |
| 1002621 | Paranhos                           | Amares                 | Paranhos                        |                           |                        |
| 1002622 | Paredes Secas                      | Amares                 | Paredes Secas                   |                           |                        |
| 1002623 | Portela                            | Amares                 | Portela                         |                           |                        |
| 1002624 | Prozelo                            | Amares                 | Prozelo                         |                           |                        |
| 1002625 | Rendufe                            | Amares                 | Rendufe                         |                           |                        |
| 1002626 | Santa Maria de Bouro               | Amares                 | Santa Maria do Bouro            |                           |                        |
| 1002627 | Santa Marta de Bouro               | Amares                 | Santa Marta do Bouro            |                           |                        |
| 1002628 | Sequeiros                          | Amares                 | Sequeiros                       |                           |                        |
| 1002629 | Seramil                            | Amares                 | Seramil                         |                           |                        |
| 1002630 | Torre                              | Amares                 | Torre                           |                           |                        |
| 1002631 | Vilela                             | Amares                 | Vilela                          |                           |                        |
| 1002649 | Abade de Neiva                     | Barcelos               | Abade de Neiva                  |                           |                        |
| 1002650 | Aborim                             | Barcelos               | Aborim                          |                           |                        |
| 1003016 | Adães                              | Barcelos               | Adães                           |                           |                        |
| 1002670 | Aguiar                             | Barcelos               | Aguiar                          |                           |                        |
| 1002673 | Airó                               | Barcelos               | Airó                            |                           |                        |
| 1002676 | Aldreu                             | Barcelos               | Aldreu                          |                           |                        |
| 1002684 | Alheira                            | Barcelos               | Alheira                         |                           |                        |
| 1002685 | Alvelos                            | Barcelos               | Alvelos                         |                           |                        |
| 1002686 | Arcozelo                           | Barcelos               | Arcozelo                        |                           |                        |
| 1002687 | Areias                             | Barcelos               | Areias                          |                           |                        |
| 1002688 | Areias de Vilar                    | Barcelos               | Areias de Vilar                 |                           |                        |
| 1002690 | Balugães                           | Barcelos               | Balugães                        |                           |                        |
| 1002927 | Banho                              | Barcelos               |                                 |                           |                        |
| 1002705 | Barcelinhos                        | Barcelos               | Barcelinhos                     |                           |                        |
| 1002706 | Barcelos                           | Barcelos               | Barcelos                        |                           |                        |
| 1002707 | Barqueiros                         | Barcelos               | Barqueiros                      |                           |                        |
| 1002708 | Cambeses                           | Barcelos               | Cambeses                        |                           |                        |
| 1002709 | Campo                              | Barcelos               | Campo                           |                           |                        |
| 1002714 | Carapeços                          | Barcelos               | Carapeços                       |                           |                        |
| 1002715 | Carreira                           | Barcelos               | Carreira                        |                           |                        |
| 1002717 | Carvalhal                          | Barcelos               | Carvalhal                       |                           |                        |
| 1002719 | Carvalhas                          | Barcelos               | Carvalhas                       |                           |                        |
| 1002724 | Chavão                             | Barcelos               | Chavão                          |                           |                        |
| 1002725 | Chorente                           | Barcelos               | Chorente                        |                           |                        |
| 1002726 | Cossourado                         | Barcelos               | Cossourado                      |                           |                        |
| 1002727 | Courel                             | Barcelos               | Courel                          |                           |                        |
| 1002728 | Couto                              | Barcelos               | Couto                           |                           |                        |
| 1002729 | Creixomil                          | Barcelos               | Creixomil                       |                           |                        |
| 1002730 | Cristelo                           | Barcelos               | Cristelo                        |                           |                        |
| 1002928 | Crujães                            | Barcelos               |                                 |                           |                        |
| 1002731 | Durrães                            | Barcelos               | Durrães                         |                           |                        |
| 1002732 | Encourados                         | Barcelos               | Encourados                      |                           |                        |
| 1002733 | Faria                              | Barcelos               | Faria                           |                           |                        |
| 1002734 | Feitos                             | Barcelos               | Feitos                          |                           |                        |
| 1002736 | Fonte Coberta                      | Barcelos               | Fonte Coberta                   |                           |                        |
| 1002871 | Fornelos                           | Barcelos               | Fornelos                        |                           |                        |
| 1002872 | Fragoso                            | Barcelos               | Fragoso                         |                           |                        |
| 1002873 | Gamil                              | Barcelos               | Gamil                           |                           |                        |
| 1002874 | Gilmonde                           | Barcelos               | Gilmonde                        |                           |                        |
| 1002929 | Ginzo                              | Barcelos               |                                 |                           |                        |
| 1002875 | Góios                              | Barcelos               | Goios                           |                           |                        |
| 1002876 | Grimancelos                        | Barcelos               | Grimancelos                     |                           |                        |
| 1002877 | Gueral                             | Barcelos               | Gueral                          |                           |                        |
| 1002878 | Igreja Nova                        | Barcelos               | Igreja Nova                     |                           |                        |
| 1002879 | Lama                               | Barcelos               | Lama                            |                           |                        |
| 1002880 | Lijó                               | Barcelos               | Lijó                            |                           |                        |
| 1002881 | Macieira de Rates                  | Barcelos               | Macieira de Rates               |                           |                        |
| 1002882 | Manhente                           | Barcelos               | Manhente                        |                           |                        |
| 1002883 | Mariz                              | Barcelos               | Mariz                           |                           |                        |
| 1002884 | Martim                             | Barcelos               | Martim                          |                           |                        |
| 1002885 | Midões                             | Barcelos               | Midões                          |                           |                        |
| 1002886 | Milhazes                           | Barcelos               | Milhazes                        |                           |                        |
| 1002887 | Minhotães                          | Barcelos               | Minhotães                       |                           |                        |
| 1002888 | Monte de Fralães                   | Barcelos               | Monte de Fralães                |                           |                        |
| 1002889 | Moure                              | Barcelos               | Moure                           |                           |                        |
| 1002890 | Negreiros                          | Barcelos               | Negreiros                       |                           |                        |
| 1002891 | Oliveira                           | Barcelos               | Oliveira                        |                           |                        |
| 1002893 | Panque                             | Barcelos               | Panque                          |                           |                        |
| 1002894 | Paradela                           | Barcelos               | Paradela                        |                           |                        |
| 1002895 | Pedra Furada                       | Barcelos               | Pedra Furada                    |                           |                        |
| 1002896 | Pereira                            | Barcelos               | Pereira                         |                           |                        |
| 1002897 | Perelhal                           | Barcelos               | Perelhal                        |                           |                        |
| 1002898 | Pousa                              | Barcelos               | Pousa                           |                           |                        |
| 1002899 | Quintiães                          | Barcelos               | Quintiães                       |                           |                        |
| 1002931 | Quiraz                             | Barcelos               |                                 |                           |                        |
| 1002900 | Remelhe                            | Barcelos               | Remelhe                         |                           |                        |
| 1002901 | Roriz                              | Barcelos               | Roriz                           |                           |                        |
| 1002902 | Santa Eugénia de Rio Côvo          | Barcelos               | Santa Eugénia de Rio Covo       |                           |                        |
| 1002903 | Santa Eulália de Rio Côvo          | Barcelos               | Santa Eulália de Rio Covo       |                           |                        |
| 1002904 | Santa Leocádia de Tamel            | Barcelos               | Tamel                           |                           |                        |
| 1002905 | Santa Maria de Galegos             | Barcelos               | Santa Maria de Galegos          |                           |                        |
| 1002892 | Santo André de Palme               | Barcelos               | Palme                           |                           |                        |
| 1002906 | Santo Estêvão de Bastuço           | Barcelos               | Santo Estêvão de Bastuço        |                           |                        |
| 1002907 | São João de Bastuço                | Barcelos               | São João de Bastuço             |                           |                        |
| 1002908 | São Martinho de Alvito             | Barcelos               | São Martinho de Alvito          |                           |                        |
| 1002909 | São Martinho de Galegos            | Barcelos               | Galegos                         |                           |                        |
| 1002910 | São Martinho de Vila Frescaínha    | Barcelos               | São Martinho de Vila Frescainha |                           |                        |
| 1002911 | São Pedro de Alvito                | Barcelos               | São Pedro de Alvito             |                           |                        |
| 1002912 | São Pedro de Vila Frescaínha       | Barcelos               | São Pedro de Vila Frescainha    |                           |                        |
| 1002913 | São Pedro Fins de Tamel            | Barcelos               | Tamel                           |                           |                        |
| 1002930 | São Salvador de Palme              | Barcelos               |                                 |                           |                        |
| 1002914 | São Veríssimo de Tamel             | Barcelos               | Tamel                           |                           |                        |
| 1002915 | Sequiade                           | Barcelos               | Sequeade                        |                           |                        |
| 1002916 | Silva                              | Barcelos               | Silva                           |                           |                        |
| 1002917 | Silveiros                          | Barcelos               | Silveiros                       |                           |                        |
| 1002918 | Tregosa                            | Barcelos               | Tregosa                         |                           |                        |
| 1002919 | Ucha                               | Barcelos               | Ucha                            |                           |                        |
| 1002920 | Várzea                             | Barcelos               | Várzea                          |                           |                        |
| 1002921 | Viatodos                           | Barcelos               | Viatodos                        |                           |                        |
| 1002922 | Vila Boa                           | Barcelos               | Vila Boa                        |                           |                        |
| 1002923 | Vila Cova                          | Barcelos               | Vila Cova                       |                           |                        |
| 1002924 | Vila Seca                          | Barcelos               | Vila Seca                       |                           |                        |
| 1002925 | Vilar de Figos                     | Barcelos               | Vilar de Figos                  |                           |                        |
| 1002926 | Vilar do Monte                     | Barcelos               | Vilar do Monte                  |                           |                        |
| 1002792 | Adaúfe                             | Braga                  | Adaúfe                          |                           |                        |
| 1002793 | Arcos                              | Braga                  | Arcos                           |                           |                        |
| 1002794 | Arentim                            | Braga                  | Arentim                         |                           |                        |
| 1002795 | Aveleda                            | Braga                  | Aveleda                         |                           |                        |
| 1002796 | Cabreiros                          | Braga                  | Cabreiros                       |                           |                        |
| 1002797 | Celeirós                           | Braga                  | Celeirós                        |                           |                        |
| 1002798 | Cividade                           | Braga                  | Cividade                        |                           |                        |
| 1002799 | Crespos                            | Braga                  | Crespos                         |                           |                        |
| 1002800 | Cunha                              | Braga                  | Cunha                           |                           |                        |
| 1002801 | Dume                               | Braga                  | Dume                            |                           |                        |
| 1002802 | Escudeiros                         | Braga                  | Escudeiros                      |                           |                        |
| 1002803 | Espinho                            | Braga                  | Espinho                         |                           |                        |
| 1002804 | Esporões                           | Braga                  | Esporões                        |                           |                        |
| 1002805 | Ferreiros                          | Braga                  | Ferreiros                       |                           |                        |
| 1002806 | Figueiredo                         | Braga                  | Figueiredo                      |                           |                        |
| 1002807 | Fraião                             | Braga                  | Fraião                          |                           |                        |
| 1002808 | Frossos                            | Braga                  | Frossos                         |                           |                        |
| 1002809 | Gondizalves                        | Braga                  | Gondizalves                     |                           |                        |
| 1002810 | Gualtar                            | Braga                  | Gualtar                         |                           |                        |
| 1002811 | Guisande                           | Braga                  | Guisande                        |                           |                        |
| 1002812 | Lamaçães                           | Braga                  | Lamaçães                        |                           |                        |
| 1002813 | Lamas                              | Braga                  | Lamas                           |                           |                        |
| 1002814 | Lomar                              | Braga                  | Lomar                           |                           |                        |
| 1002815 | Maximinos                          | Braga                  | Maximinos                       |                           |                        |
| 1002816 | Mire de Tibães                     | Braga                  | Mire de Tibães                  |                           |                        |
| 1002817 | Morreira                           | Braga                  | Morreira                        |                           |                        |
| 1002831 | Navarra                            | Braga                  | Navarra                         |                           |                        |
| 1002818 | Nogueira                           | Braga                  | Nogueira                        |                           |                        |
| 1002819 | Nogueiró                           | Braga                  | Nogueiró                        |                           |                        |
| 1002820 | Padim da Graça                     | Braga                  | Padim da Graça                  |                           |                        |
| 1002821 | Palmeira                           | Braga                  | Palmeira                        |                           |                        |
| 1002822 | Panoias                            | Braga                  | Panóias                         |                           |                        |
| 1002823 | Parada de Tibães                   | Braga                  | Parada de Tibães                |                           |                        |
| 1002834 | Passos                             | Braga                  | São Julião dos Passos           |                           |                        |
| 1002824 | Pedralva                           | Braga                  | Pedralva                        |                           |                        |
| 1002825 | Pousada                            | Braga                  | Pousada                         |                           |                        |
| 1002826 | Priscos                            | Braga                  | Priscos                         |                           |                        |
| 1002827 | Real                               | Braga                  | Real                            |                           |                        |
| 1002828 | Ruilhe                             | Braga                  | Ruilhe                          |                           |                        |
| 1002829 | Santa Lucrécia de Algeriz          | Braga                  | Santa Lucrécia de Algeriz       |                           |                        |
| 1002830 | Santo Estêvão de Penso             | Braga                  | Santo Estêvão do Penso          |                           |                        |
| 1002832 | São João do Souto                  | Braga                  | São João do Souto               |                           |                        |
| 1002833 | São Lázaro                         | Braga                  |                                 |                           |                        |
| 1002835 | São Mamede de Este                 | Braga                  | São Mamede de Este              |                           |                        |
| 1002836 | São Paio de Merelim                | Braga                  | São Paio de Merelim             |                           |                        |
| 1002837 | São Pedro de Este                  | Braga                  | São Pedro de Este               |                           |                        |
| 1002838 | São Pedro de Merelim               | Braga                  | São Pedro de Merelim            |                           |                        |
| 1002839 | São Pedro de Oliveira              | Braga                  | São Pedro de Oliveira           |                           |                        |
| 1002840 | São Vicente de Penso               | Braga                  | São Vicente do Penso            |                           |                        |
| 1002841 | São Vítor                          | Braga                  | São Victor                      |                           |                        |
| 1002842 | Sé                                 | Braga                  | Sé                              |                           |                        |
| 1002843 | Semelhe                            | Braga                  | Semelhe                         |                           |                        |
| 1002844 | Sequeira                           | Braga                  | Sequeira                        |                           |                        |
| 1002845 | Sobreposta                         | Braga                  | Sobreposta                      |                           |                        |
| 1002846 | Tadim                              | Braga                  | Tadim                           |                           |                        |
| 1002847 | Tebosa                             | Braga                  | Tebosa                          |                           |                        |
| 1002848 | Tenões                             | Braga                  | Tenões                          |                           |                        |
| 1002849 | Trandeiras                         | Braga                  | Trandeiras                      |                           |                        |
| 1002850 | Vilaça                             | Braga                  | Vilaça                          |                           |                        |
| 1002851 | Vimieiro                           | Braga                  | Vimieiro                        |                           |                        |
| 1002590 | Abadim                             | Cabeceiras de Basto    | Abadim                          |                           |                        |
| 1002591 | Alvite                             | Cabeceiras de Basto    | Alvite                          |                           |                        |
| 1002592 | Arco de Baúlhe                     | Cabeceiras de Basto    | Arco de Baúlhe                  |                           |                        |
| 1002593 | Basto                              | Cabeceiras de Basto    | Basto                           |                           |                        |
| 1002594 | Bucos                              | Cabeceiras de Basto    | Bucos                           |                           |                        |
| 1002595 | Cabeceiras de Basto                | Cabeceiras de Basto    | Cabeceiras de Basto             |                           |                        |
| 1002596 | Cavês                              | Cabeceiras de Basto    | Cavez                           |                           |                        |
| 1002597 | Faia                               | Cabeceiras de Basto    | Faia                            |                           |                        |
| 1002598 | Gondiães                           | Cabeceiras de Basto    | Gondiães                        |                           |                        |
| 1002599 | Outeiro                            | Cabeceiras de Basto    | Outeiro                         |                           |                        |
| 1002600 | Painzela                           | Cabeceiras de Basto    | Painzela                        |                           |                        |
| 1002601 | Passos                             | Cabeceiras de Basto    | Passos                          |                           |                        |
| 1002602 | Pedraça                            | Cabeceiras de Basto    | Pedraça                         |                           |                        |
| 1002603 | Refojos de Basto                   | Cabeceiras de Basto    | Refojos de Basto                |                           |                        |
| 1002604 | Rio Douro                          | Cabeceiras de Basto    | Rio Douro                       |                           |                        |
| 1002605 | Vila Nune                          | Cabeceiras de Basto    | Vila Nune                       |                           |                        |
| 1002606 | Vilar de Cunhas                    | Cabeceiras de Basto    | Vilar de Cunhas                 |                           |                        |
| 1002651 | Agilde                             | Celorico de Basto      | Agilde                          |                           |                        |
| 1002652 | Arnóia                             | Celorico de Basto      | Arnoia                          |                           |                        |
| 1002653 | Borba da Montanha                  | Celorico de Basto      | Borba de Montanha               |                           |                        |
| 1002654 | Britelo                            | Celorico de Basto      | Britelo                         |                           |                        |
| 1002655 | Caçarilhe                          | Celorico de Basto      | Caçarilhe                       |                           |                        |
| 1002656 | Canedo de Basto                    | Celorico de Basto      | Canedo de Basto                 |                           |                        |
| 1002657 | Carvalho                           | Celorico de Basto      | Carvalho                        |                           |                        |
| 1002658 | Codeçoso                           | Celorico de Basto      | Codeçoso                        |                           |                        |
| 1002659 | Corgo                              | Celorico de Basto      | Corgo                           |                           |                        |
| 1002660 | Fervença                           | Celorico de Basto      | Fervença                        |                           |                        |
| 1002661 | Gagos                              | Celorico de Basto      | Gagos                           |                           |                        |
| 1002662 | Gémeos                             | Celorico de Basto      | Gémeos                          |                           |                        |
| 1002663 | Infesta                            | Celorico de Basto      | Infesta                         |                           |                        |
| 1002664 | Molares                            | Celorico de Basto      | Molares                         |                           |                        |
| 1002665 | Moreira do Castelo                 | Celorico de Basto      | Moreira do Castelo              |                           |                        |
| 1002666 | Ourilhe                            | Celorico de Basto      | Ourilhe                         |                           |                        |
| 1002667 | Rego                               | Celorico de Basto      | Rego                            |                           |                        |
| 1002669 | Ribas                              | Celorico de Basto      | Ribas                           |                           |                        |
| 1002671 | Santa Tecla de Basto               | Celorico de Basto      | Santa Tecla de Basto            |                           |                        |
| 1002672 | São Clemente de Basto              | Celorico de Basto      | São Clemente de Basto           |                           |                        |
| 1002674 | Vale de Bouro                      | Celorico de Basto      | Vale de Bouro                   |                           |                        |
| 1002675 | Veade                              | Celorico de Basto      | Veade                           |                           |                        |
| 1002934 | Antas                              | Esposende              | Antas                           |                           |                        |
| 1002935 | Apúlia                             | Esposende              | Apúlia                          |                           |                        |
| 1002936 | Belinho                            | Esposende              | Belinho                         |                           |                        |
| 1002938 | Curvos                             | Esposende              | Curvos                          |                           |                        |
| 1002940 | Esposende                          | Esposende              | Esposende                       |                           |                        |
| 1002942 | Fão                                | Esposende              | Fão                             |                           |                        |
| 1002944 | Fonte Boa                          | Esposende              | Fonte Boa                       |                           |                        |
| 1002945 | Forjães                            | Esposende              | Forjães                         |                           |                        |
| 1002947 | Gandra                             | Esposende              | Gandra                          |                           |                        |
| 1002948 | Gemeses                            | Esposende              | Gemeses                         |                           |                        |
| 1002949 | Mar                                | Esposende              | Mar                             |                           |                        |
| 1002950 | Marinhas                           | Esposende              | Marinhas                        |                           |                        |
| 1002951 | Palmeira de Faro                   | Esposende              | Palmeira de Faro                |                           |                        |
| 1002952 | Rio Tinto                          | Esposende              | Rio Tinto                       |                           |                        |
| 1002954 | Vila Chã                           | Esposende              | Vila Chã                        |                           |                        |
| 1002677 | Aboim                              | Fafe                   | Aboim                           |                           |                        |
| 1002678 | Agrela                             | Fafe                   | Agrela                          |                           |                        |
| 1002679 | Antime                             | Fafe                   | Antime                          |                           |                        |
| 1002680 | Ardegão                            | Fafe                   | Ardegão                         |                           |                        |
| 1002681 | Armil                              | Fafe                   | Armil                           |                           |                        |
| 1002682 | Arnozela                           | Fafe                   | Arnozela                        |                           |                        |
| 1002683 | Cepães                             | Fafe                   | Cepães                          |                           |                        |
| 1002689 | Estorãos                           | Fafe                   | Estorãos                        |                           |                        |
| 1002691 | Fafe                               | Fafe                   | Fafe                            |                           |                        |
| 1002692 | Fareja                             | Fafe                   | Fareja                          |                           |                        |
| 1002693 | Felgueiras                         | Fafe                   | Felgueiras                      |                           |                        |
| 1002694 | Fornelos                           | Fafe                   | Fornelos                        |                           |                        |
| 1002695 | Freitas                            | Fafe                   | Freitas                         |                           |                        |
| 1002696 | Golães                             | Fafe                   | Golães                          |                           |                        |
| 1002697 | Gontim                             | Fafe                   | Gontim                          |                           |                        |
| 1002698 | Medelo                             | Fafe                   | Medelo                          |                           |                        |
| 1002699 | Monte                              | Fafe                   | Monte                           |                           |                        |
| 1002700 | Moreira de Rei                     | Fafe                   | Moreira de Rei                  |                           |                        |
| 1002701 | Passos                             | Fafe                   | Passos                          |                           |                        |
| 1002702 | Pedraído                           | Fafe                   | Pedraído                        |                           |                        |
| 1002703 | Queimadela                         | Fafe                   | Queimadela                      |                           |                        |
| 1002704 | Quinchães                          | Fafe                   | Quinchães                       |                           |                        |
| 1002710 | Regadas                            | Fafe                   | Regadas                         |                           |                        |
| 1002711 | Revelhe                            | Fafe                   | Revelhe                         |                           |                        |
| 1002712 | Ribeiros                           | Fafe                   | Ribeiros                        |                           |                        |
| 1002713 | Santa Cristina de Arões            | Fafe                   | Santa Cristina de Arões         |                           |                        |
| 1002716 | São Clemente de Silvares           | Fafe                   | São Clemente de Silvares        |                           |                        |
| 1002718 | São Gens                           | Fafe                   | São Gens                        |                           |                        |
| 1002720 | São Martinho de Silvares           | Fafe                   | São Martinho de Silvares        |                           |                        |
| 1002721 | São Romão de Arões                 | Fafe                   | São Romão de Arões              |                           |                        |
| 1002722 | Seidões                            | Fafe                   | Seidões                         |                           |                        |
| 1002723 | Serafão                            | Fafe                   | Serafão                         |                           |                        |
| 1002781 | Travassós                          | Fafe                   | Travassós                       |                           |                        |
| 1002782 | Várzea Cova                        | Fafe                   | Várzea Cova                     |                           |                        |
| 1002783 | Vila Cova                          | Fafe                   | Vila Cova                       |                           |                        |
| 1002784 | Vinhós                             | Fafe                   | Vinhós                          |                           |                        |
| 1002853 | Águas Santas                       | Póvoa de Lanhoso       | Águas Santas                    |                           |                        |
| 1002854 | Ajude                              | Póvoa de Lanhoso       | Ajude                           |                           |                        |
| 1002855 | Brunhais                           | Póvoa de Lanhoso       | Brunhais                        |                           |                        |
| 1002856 | Calvos                             | Póvoa de Lanhoso       | Calvos                          |                           |                        |
| 1002857 | Campo                              | Póvoa de Lanhoso       | Campos                          |                           |                        |
| 1002858 | Covelas                            | Póvoa de Lanhoso       | Covelas                         |                           |                        |
| 1002859 | Esperança                          | Póvoa de Lanhoso       | Esperança                       |                           |                        |
| 1002860 | Ferreiros                          | Póvoa de Lanhoso       | Ferreiros                       |                           |                        |
| 1002861 | Fonte Arcada                       | Póvoa de Lanhoso       | Fontarcada                      |                           |                        |
| 1002862 | Frades                             | Póvoa de Lanhoso       | Frades                          |                           |                        |
| 1002863 | Friande                            | Póvoa de Lanhoso       | Friande                         |                           |                        |
| 1002864 | Galegos                            | Póvoa de Lanhoso       | Galegos                         |                           |                        |
| 1002865 | Garfe                              | Póvoa de Lanhoso       | Garfe                           |                           |                        |
| 1002867 | Lanhoso                            | Póvoa de Lanhoso       | Lanhoso                         |                           |                        |
| 1002868 | Louredo                            | Póvoa de Lanhoso       | Louredo                         |                           |                        |
| 1002869 | Monsul                             | Póvoa de Lanhoso       | Monsul                          |                           |                        |
| 1002870 | Moure                              | Póvoa de Lanhoso       | Moure                           |                           |                        |
| 1002932 | Oliveira                           | Póvoa de Lanhoso       | Oliveira                        |                           |                        |
| 1002933 | Rendufinho                         | Póvoa de Lanhoso       | Rendufinho                      |                           |                        |
| 1002957 | Santa Tecla de Geraz do Minho      | Póvoa de Lanhoso       |                                 |                           |                        |
| 1002937 | Santo Emilião                      | Póvoa de Lanhoso       | Santo Emilião                   |                           |                        |
| 1002866 | Santo Estêvão de Geraz do Minho    | Póvoa de Lanhoso       | Geraz do Minho                  |                           |                        |
| 1002939 | São João de Rei                    | Póvoa de Lanhoso       | São João de Rei                 |                           |                        |
| 1002941 | Serzedelo                          | Póvoa de Lanhoso       | Serzedelo                       |                           |                        |
| 1002943 | Sobradelo da Goma                  | Póvoa de Lanhoso       | Sobradelo da Goma               |                           |                        |
| 1002946 | Taíde                              | Póvoa de Lanhoso       | Taíde                           |                           |                        |
| 1002953 | Travassos                          | Póvoa de Lanhoso       | Travassos                       |                           |                        |
| 1002955 | Verim                              | Póvoa de Lanhoso       | Verim                           |                           |                        |
| 1002956 | Vilela                             | Póvoa de Lanhoso       | Vilela                          |                           |                        |
| 1002632 | Balança                            | Terras de Bouro        | Balança                         |                           |                        |
| 1002633 | Brufe                              | Terras de Bouro        | Brufe                           |                           |                        |
| 1002634 | Campo do Gerês                     | Terras de Bouro        | Campo do Gerês                  |                           |                        |
| 1002635 | Carvalheira                        | Terras de Bouro        | Carvalheira                     |                           |                        |
| 1002636 | Chamoim                            | Terras de Bouro        | Chamoim                         |                           |                        |
| 1002637 | Chorense                           | Terras de Bouro        | Chorense                        |                           |                        |
| 1002638 | Cibões                             | Terras de Bouro        | Cibões                          |                           |                        |
| 1002639 | Covide                             | Terras de Bouro        | Covide                          |                           |                        |
| 1002640 | Gondoriz                           | Terras de Bouro        | Gondoriz                        |                           |                        |
| 1002641 | Moimenta                           | Terras de Bouro        | Moimenta                        |                           |                        |
| 1002642 | Monte                              | Terras de Bouro        | Monte                           |                           |                        |
| 1002643 | Ribeira                            | Terras de Bouro        | Ribeira                         |                           |                        |
| 1002644 | Rio Caldo                          | Terras de Bouro        | Rio Caldo                       |                           |                        |
| 1002645 | Souto                              | Terras de Bouro        | Souto                           |                           |                        |
| 1002646 | Valdosende                         | Terras de Bouro        | Valdosende                      |                           |                        |
| 1002647 | Vilar                              | Terras de Bouro        | Vilar                           |                           |                        |
| 1002648 | Vilar da Veiga                     | Terras de Bouro        | Vilar da Veiga                  |                           |                        |
| 1002958 | Anissó                             | Vieira do Minho        | Anissó                          |                           |                        |
| 1002959 | Anjos                              | Vieira do Minho        | Anjos                           |                           |                        |
| 1002960 | Campos                             | Vieira do Minho        | Campos                          |                           |                        |
| 1002961 | Caniçada                           | Vieira do Minho        | Caniçada                        |                           |                        |
| 1002962 | Cantelães                          | Vieira do Minho        | Cantelães                       |                           |                        |
| 1002963 | Cova                               | Vieira do Minho        | Cova                            |                           |                        |
| 1002964 | Eira Vedra                         | Vieira do Minho        | Eira Vedra                      |                           |                        |
| 1002965 | Guilhofrei                         | Vieira do Minho        | Guilhofrei                      |                           |                        |
| 1002966 | Louredo                            | Vieira do Minho        | Louredo                         |                           |                        |
| 1002967 | Mosteiro                           | Vieira do Minho        | Mosteiro                        |                           |                        |
| 1002968 | Parada de Bouro                    | Vieira do Minho        | Parada de Bouro                 |                           |                        |
| 1002969 | Pinheiro                           | Vieira do Minho        | Pinheiro                        |                           |                        |
| 1002970 | Rossas                             | Vieira do Minho        | Rossas                          |                           |                        |
| 1002971 | Ruivães                            | Vieira do Minho        | Ruivães                         |                           |                        |
| 1002972 | Salamonde                          | Vieira do Minho        | Salamonde                       |                           |                        |
| 1002973 | Soengas                            | Vieira do Minho        | Soengas                         |                           |                        |
| 1002974 | Soutelo                            | Vieira do Minho        | Soutelo                         |                           |                        |
| 1002975 | Tabuaças                           | Vieira do Minho        | Tabuaças                        |                           |                        |
| 1002976 | Ventosa                            | Vieira do Minho        | Ventosa                         |                           |                        |
| 1002977 | Vilar Chão                         | Vieira do Minho        | Vilar do Chão                   |                           |                        |
| 1002735 | Abade de Vermoim                   | Vila Nova de Famalicão | Abade de Vermoim                |                           |                        |
| 1002737 | Antas                              | Vila Nova de Famalicão | Antas                           |                           |                        |
| 1002738 | Avidos                             | Vila Nova de Famalicão | Avidos                          |                           |                        |
| 1002739 | Bairro                             | Vila Nova de Famalicão | Bairro                          |                           |                        |
| 1002740 | Bente                              | Vila Nova de Famalicão | Bente                           |                           |                        |
| 1002741 | Brufe                              | Vila Nova de Famalicão | Brufe                           |                           |                        |
| 1002742 | Cabecudos                          | Vila Nova de Famalicão | Cabeçudos                       |                           |                        |
| 1002743 | Calendário                         | Vila Nova de Famalicão | Calendário                      |                           |                        |
| 1002744 | Carreira                           | Vila Nova de Famalicão | Carreira                        |                           |                        |
| 1002745 | Castelões                          | Vila Nova de Famalicão | Castelões                       |                           |                        |
| 1002746 | Cavalões                           | Vila Nova de Famalicão | Cavalões                        |                           |                        |
| 1002747 | Cruz                               | Vila Nova de Famalicão | Cruz                            |                           |                        |
| 1002749 | Delães                             | Vila Nova de Famalicão | Delães                          |                           |                        |
| 1002750 | Esmeriz                            | Vila Nova de Famalicão | Esmeriz                         |                           |                        |
| 1002751 | Fradelos                           | Vila Nova de Famalicão | Fradelos                        |                           |                        |
| 1002752 | Gavião                             | Vila Nova de Famalicão | Gavião                          |                           |                        |
| 1002790 | Gemunde                            | Vila Nova de Famalicão | Gemunde                         |                           |                        |
| 1002753 | Gondifelos                         | Vila Nova de Famalicão | Gondifelos                      |                           |                        |
| 1002748 | Jesufrei                           | Vila Nova de Famalicão | Jesufrei                        |                           |                        |
| 1002754 | Joane                              | Vila Nova de Famalicão | Joane                           |                           |                        |
| 1002755 | Lagoa                              | Vila Nova de Famalicão | Lagoa                           |                           |                        |
| 1002756 | Landim                             | Vila Nova de Famalicão | Landim                          |                           |                        |
| 1002757 | Lemenhe                            | Vila Nova de Famalicão | Lemenhe                         |                           |                        |
| 1002758 | Louro                              | Vila Nova de Famalicão | Louro                           |                           |                        |
| 1002759 | Lousado                            | Vila Nova de Famalicão | Lousado                         |                           |                        |
| 1002760 | Mogege                             | Vila Nova de Famalicão | Mogege                          |                           |                        |
| 1002761 | Mouquim                            | Vila Nova de Famalicão | Mouquim                         |                           |                        |
| 1002762 | Nine                               | Vila Nova de Famalicão | Nine                            |                           |                        |
| 1002763 | Novais                             | Vila Nova de Famalicão | Novais                          |                           |                        |
| 1002764 | Outiz                              | Vila Nova de Famalicão | Outiz                           |                           |                        |
| 1002765 | Pedome                             | Vila Nova de Famalicão | Pedome                          |                           |                        |
| 1002766 | Portela                            | Vila Nova de Famalicão | Portela                         |                           |                        |
| 1002767 | Pousada de Saramagos               | Vila Nova de Famalicão | Pousada de Saramagos            |                           |                        |
| 1002768 | Requião                            | Vila Nova de Famalicão | Requião                         |                           |                        |
| 1002769 | Riba de Ave                        | Vila Nova de Famalicão | Riba de Ave                     |                           |                        |
| 1002770 | Ribeirão                           | Vila Nova de Famalicão | Ribeirão                        |                           |                        |
| 1002771 | Ruivães                            | Vila Nova de Famalicão | Ruivães                         |                           |                        |
| 1002772 | Santa Eulalia de Arnoso            | Vila Nova de Famalicão | Santa Eulália de Arnoso         |                           |                        |
| 1002773 | Santa Maria de Arnoso              | Vila Nova de Famalicão | Santa Maria de Arnoso           |                           |                        |
| 1002774 | Santa Maria de Oliveira            | Vila Nova de Famalicão | Santa Maria de Oliveira         |                           |                        |
| 1002791 | Santo Estevão Fins de Riba de Ave  | Vila Nova de Famalicão |                                 |                           |                        |
| 1002775 | São Cosme e São Damião do Vale     | Vila Nova de Famalicão | São Cosme do Vale               |                           |                        |
| 1002776 | São Martinho do Vale               | Vila Nova de Famalicão | São Martinho do Vale            |                           |                        |
| 1002777 | São Mateus de Oliveira             | Vila Nova de Famalicão | São Mateus de Oliveira          |                           |                        |
| 1002778 | São Miguel de Seide                | Vila Nova de Famalicão | São Miguel de Seide             |                           |                        |
| 1002779 | São Paio de Seide                  | Vila Nova de Famalicão | São Paio de Seide               |                           |                        |
| 1002789 | São Salvador do Mosteiro de Arnoso | Vila Nova de Famalicão |                                 |                           |                        |
| 1002780 | Sezures                            | Vila Nova de Famalicão | Sezures                         |                           |                        |
| 1002785 | Telhado                            | Vila Nova de Famalicão | Telhado                         |                           |                        |
| 1002786 | Vermoim                            | Vila Nova de Famalicão | Vermoim                         |                           |                        |
| 1002787 | Vila Nova Famalicão                | Vila Nova de Famalicão |                                 |                           |                        |
| 1002788 | Vilarinho das Cambas               | Vila Nova de Famalicão | Vilarinho das Cambas            |                           |                        |
| 1002978 | Aboim da Nóbrega                   | Vila Verde             | Aboim da Nóbrega                |                           |                        |
| 1002979 | Arcozelo                           | Vila Verde             | Arcozelo                        |                           |                        |
| 1002980 | Atães                              | Vila Verde             | Atães                           |                           |                        |
| 1002981 | Atiães                             | Vila Verde             | Atiães                          |                           |                        |
| 1002982 | Azões                              | Vila Verde             | Azões                           |                           |                        |
| 1002983 | Barbudo                            | Vila Verde             | Barbudo                         |                           |                        |
| 1002984 | Barros                             | Vila Verde             | Barros                          |                           |                        |
| 1002985 | Cabanelas                          | Vila Verde             | Cabanelas                       |                           |                        |
| 1002986 | Cervães                            | Vila Verde             | Cervães                         |                           |                        |
| 1002987 | Codeceda                           | Vila Verde             | Codeceda                        |                           |                        |
| 1002988 | Coucieiro                          | Vila Verde             | Coucieiro                       |                           |                        |
| 1002989 | Covas                              | Vila Verde             | Covas                           |                           |                        |
| 1003021 | Dossãos                            | Vila Verde             | Dossãos                         |                           |                        |
| 1002990 | Duas Igrejas                       | Vila Verde             | Duas Igrejas                    |                           |                        |
| 1002991 | Esqueiros                          | Vila Verde             | Esqueiros                       |                           |                        |
| 1002992 | Freiriz                            | Vila Verde             | Freiriz                         |                           |                        |
| 1002993 | Geme                               | Vila Verde             | Gême                            |                           |                        |
| 1002994 | Goães                              | Vila Verde             | Goães                           |                           |                        |
| 1002995 | Godinhaços                         | Vila Verde             | Godinhaços                      |                           |                        |
| 1002996 | Gomide                             | Vila Verde             | Gomide                          |                           |                        |
| 1002997 | Gondiães                           | Vila Verde             | Gondiães                        |                           |                        |
| 1002998 | Gondomar                           | Vila Verde             | Gondomar                        |                           |                        |
| 1002999 | Laje                               | Vila Verde             | Lage                            |                           |                        |
| 1003000 | Lanhas                             | Vila Verde             | Lanhas                          |                           |                        |
| 1003001 | Loureira                           | Vila Verde             | Loureira                        |                           |                        |
| 1003036 | Macarome                           | Vila Verde             | Macarome                        |                           |                        |
| 1003002 | Marrancos                          | Vila Verde             | Marrancos                       |                           |                        |
| 1003003 | Mós                                | Vila Verde             | Mós                             |                           |                        |
| 1003004 | Moure                              | Vila Verde             | Moure                           |                           |                        |
| 1003022 | Nevogilde                          | Vila Verde             | Nevogilde                       |                           |                        |
| 1003005 | Oleiros                            | Vila Verde             | Oleiros                         |                           |                        |
| 1003006 | Parada de Gatim                    | Vila Verde             | Parada de Gatim                 |                           |                        |
| 1003007 | Passô                              | Vila Verde             | Passô                           |                           |                        |
| 1003008 | Pedregais                          | Vila Verde             | Pedregais                       |                           |                        |
| 1003009 | Penascais                          | Vila Verde             | Penascais                       |                           |                        |
| 1003010 | Pico                               | Vila Verde             | Pico                            |                           |                        |
| 1003011 | Pico de Regalados                  | Vila Verde             | Pico de Regalados               |                           |                        |
| 1003012 | Ponte                              | Vila Verde             | Ponte                           |                           |                        |
| 1003013 | Portela das Cabras                 | Vila Verde             | Portela das Cabras              |                           |                        |
| 1003014 | Rio Mau                            | Vila Verde             | Rio Mau                         |                           |                        |
| 1003015 | Sabariz                            | Vila Verde             | Sabariz                         |                           |                        |
| 1003017 | Sande                              | Vila Verde             | Sande                           |                           |                        |
| 1003018 | Santa Maria de Prado               | Vila Verde             | Vila de Prado                   |                           |                        |
| 1003019 | Santa Marinha de Oriz              | Vila Verde             | Santa Marinha de Oriz           |                           |                        |
| 1003020 | Santiago de Carreiras              | Vila Verde             | Santiago de Carreiras           |                           |                        |
| 1003023 | São Mamede de Escariz              | Vila Verde             | São Mamede de Escariz           |                           |                        |
| 1020727 | São Martinho de Escariz            | Vila Verde             | São Martinho de Escariz         |                           |                        |
| 1003024 | São Martinho de Valbom             | Vila Verde             | São Martinho de Valbom          |                           |                        |
| 1003025 | São Miguel de Carreiras            | Vila Verde             | São Miguel de Carreiras         |                           |                        |
| 1003026 | São Miguel de Oriz                 | Vila Verde             | São Miguel de Oriz              |                           |                        |
| 1003027 | São Miguel de Prado                | Vila Verde             | São Miguel do Prado             |                           |                        |
| 1003028 | São Pedro de Valbom                | Vila Verde             | São Pedro de Valbom             |                           |                        |
| 1003029 | Soutelo                            | Vila Verde             | Soutelo                         |                           |                        |
| 1003030 | Travassós                          | Vila Verde             | Travassós                       |                           |                        |
| 1003031 | Turiz                              | Vila Verde             | Turiz                           |                           |                        |
| 1003032 | Valdreu                            | Vila Verde             | Valdreu                         |                           |                        |
| 1003033 | Valões                             | Vila Verde             | Valões                          |                           |                        |
| 1003034 | Vila Verde                         | Vila Verde             | Vila Verde                      |                           |                        |
| 1003035 | Vilarinho                          | Vila Verde             | Vilarinho                       |                           |                        |